# Dominikana na Mistrzostwach Świata w Lekkoatletyce 2017
Dominikana na Mistrzostwach Świata w Lekkoatletyce 2017 – reprezentacja Dominikany podczas Mistrzostw Świata w Londynie liczyła 3 zawodników, którzy nie zdobyli żadnego medalu.
Skład reprezentacji
Mężczyźni
| Zawodnik        | Konkurencja                | Eliminacje | Eliminacje | Półfinał | Półfinał | Finał    | Finał   |
| Zawodnik        | Konkurencja                | Rezultat   | Pozycja    | Rezultat | Pozycja  | Rezultat | Pozycja |
| --------------- | -------------------------- | ---------- | ---------- | -------- | -------- | -------- | ------- |
| Luguelín Santos | Bieg na 400 metrów         | 45,73      | 24.        | NQ       | NQ       | NQ       | NQ      |
| Juander Santos  | Bieg na 400 m przez płotki | 49,19      | 2. Q       | 48,59    | 3. Q     | 49,04    | 6.      |

Kobiety
| Zawodniczka     | Konkurencja        | Eliminacje | Eliminacje | Półfinał | Półfinał | Finał    | Finał   |
| Zawodniczka     | Konkurencja        | Rezultat   | Pozycja    | Rezultat | Pozycja  | Rezultat | Pozycja |
| --------------- | ------------------ | ---------- | ---------- | -------- | -------- | -------- | ------- |
| Mariely Sánchez | Bieg na 200 metrów | 23,89      | 40         | NQ       | NQ       | NQ       | NQ      |